# Massengräber in Grosuplje

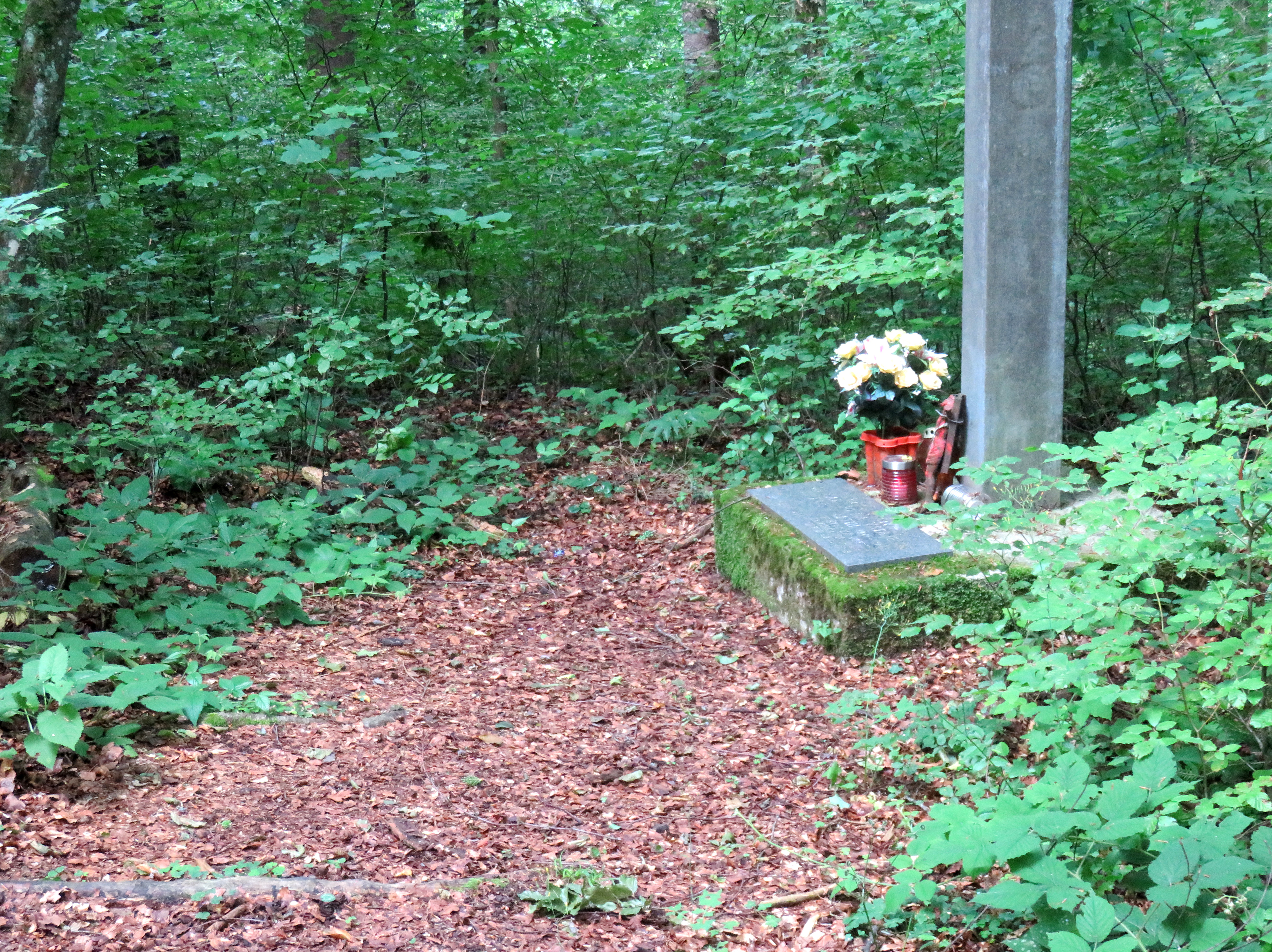
Grab am Koščak-Hügel

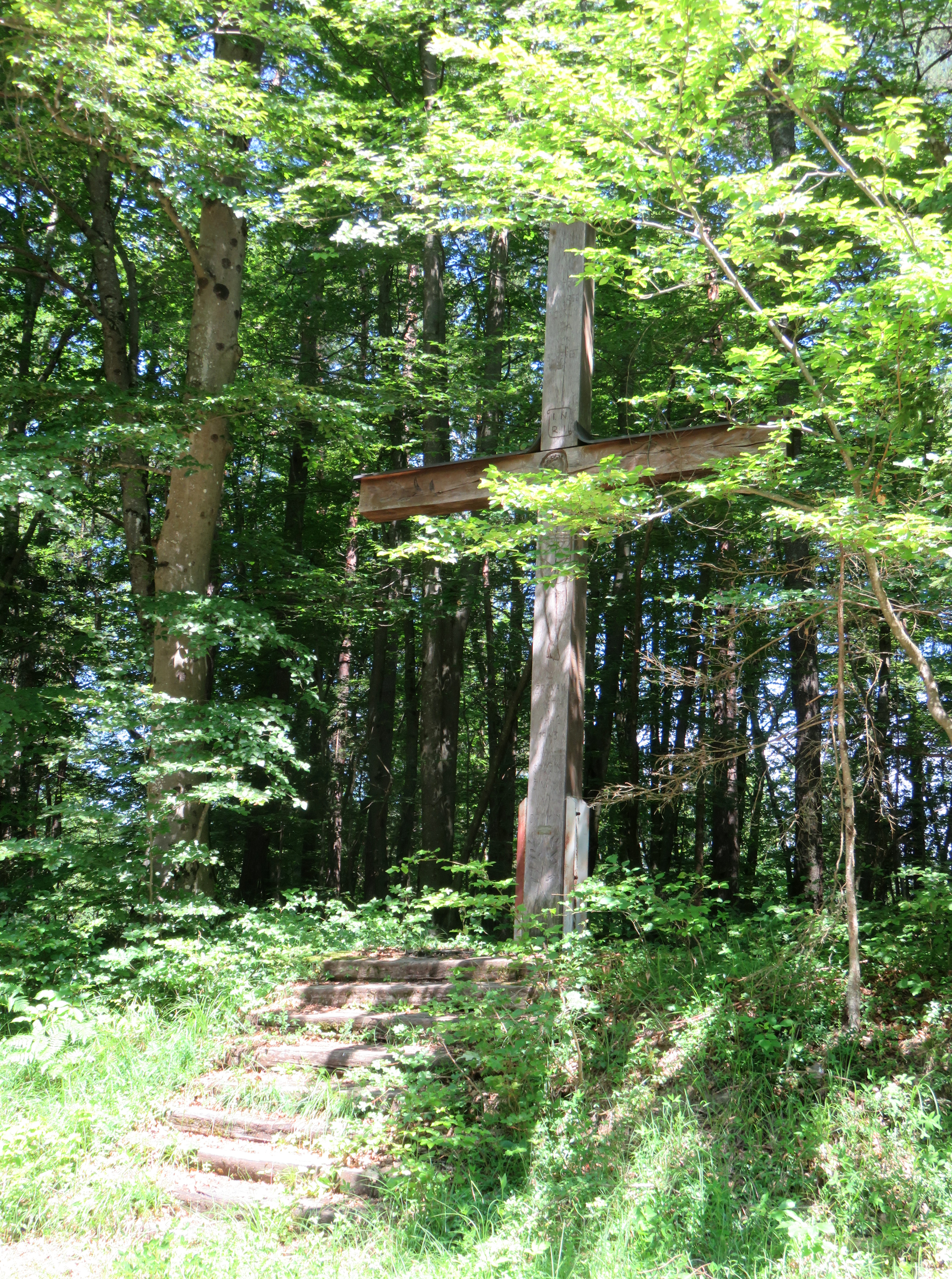
Massengrab Bliska Vas nad Polico

Massengräber entstanden auf dem Gebiet der heutigen Gemeinde Grosuplje nach dem Zweiten Weltkrieg. Im Gräberregister der Kommission für verborgene Gräberfelder sind ein Massengrab in der Stadt Grosuplje selbst und weitere fünf in anderen Ortschaften der Gemeinde dokumentiert.

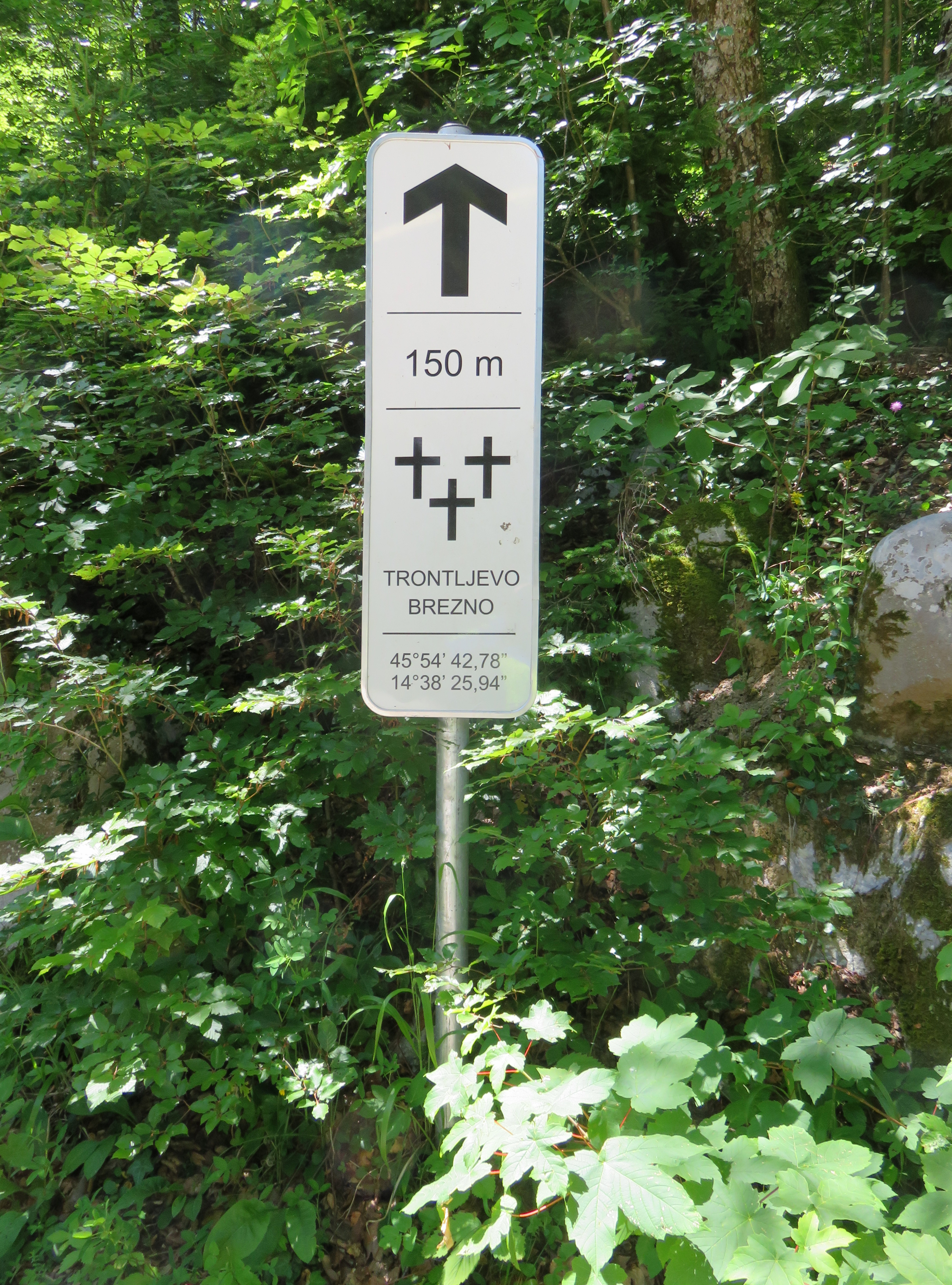
Hinweis auf das Trontelj Massengrab

## Massengrab in der Stadt Grosuplje
Auf dem Gebiet der Stadt Grosuplje liegt das 
- Grab am Koščak-Hügel (Grobišče Koščakov hrib). Es enthält die Überreste von 15 Kriegsgefangenen, die zwischen dem 26. und 28. Oktober 1943 umgebracht wurden.[1]

## Die Massengräber in Dörfern der heutigen Gemeinde Grosuplje
Weitere Gräber befinden sich in der Umgebung von Škofja Loka, und zwar in Cerovo, Polica und Spodnje Blato.

### Cerovo
Im Weiler Cerovo existiert das Trontelj Schachtgrab (slowenisch: Grobišče Trontljevo brezno) im Süden des Ortes, etwa 130 m südöstlich der Höhle Županova jama. Die Identität der verscharrten Personen ist unbekannt.

### Polica
In der Siedlung Polica befinden sich zwei bekannte Massengräber. 
- Das Massengrab Bliska Vas nad Polico (slowenisch: Grobišče Bliska vas nad Polico) liegt an einem bewaldeten Hang unterhalb eines Weges vom Weiler Bliska Vas zum Andrejc-Hügel. Es enthält die sterblichen Überreste von slowenischen Zivilisten aus der Gegend und aus dem Stadtteil Moste in Ljubljana, die in der Nähe eines Lagers der Partisanenabteilung Unterkrain ermordet wurden.[3]

- Das Massengrab Polica (Grobišče Polica) liegt im Bukovje-Wald am Westhang der Hügel Vrh und Log, nördlich des Weilers Bliska Vas2. Es enthält die Überreste von über 20 slowenischen Zivilisten aus Ljubljana, die der Spionage beschuldigt und liquidiert wurden.[4]

### Spodnje Blato
In Spodnje Blato sind zwei Massengräber gefunden worden. Beide liegen östlich der Siedlung und enthalten die sterblichen Überreste slowenischer Zivilisten und ehemaliger Soldaten der Slowenischen Landwehr (Domobranzen), die amnestiert und aus den Gefängnissen entlassen worden waren, aber im August 1945 auf ihrem Heimweg ermordet wurden. Die Opfer stammten aus der Umgebung von Grosuplje und Višnja Gora. 
- Das Massengrab Stehan 1 (Grobišče Stehan 1) liegt auf der linken Seite der alten Straße nach Višnja Gora vor der Straße, die zur örtlichen Mülldeponie abzweigt.[5]

- Das Massengrab Stehan 2 (Grobišče Stehan 2) liegt westlich der ersten Stätte, etwa 300 Meter südlich der verlassenen örtlichen Mülldeponie.[6]

### Velike Lipljene
In Velike Lipljene wurde ein Massengrab aus dem Zweiten Weltkrieg gefunden. 
- Das Massengrab Velike Lipljene (Grobišče Velike Lipljene) befindet sich auf der Westseite des Dorfes am Hang des Medvejca-Hügels. Es enthält die Überreste unbestimmter Opfer.[7]